# Parkovi prirode u Mađarskoj
Popis parkova prirode (mađ. Natúrpark) u Mađarskoj:
- park prirode Ipolymente-Börzsöny
- park prirode Írottkő
- park prirode Kerkamente
- park prirode Körösök Völgye
- park prirode Nagy-Milic
- park prirode Őrség
- park prirode Soproni-hegység
- park prirode Szatmár-Beregi
- park prirode Vértes

## Vanjske poveznice
- Nacionalni parkovi u Mađarskoj  Arhivirana inačica izvorne stranice od 11. listopada 2020. (Wayback Machine)